# Coryphaenoides mediterraneus
Coryphaenoides mediterraneus es una especie de pez de la familia Macrouridae en el orden de los Gadiformes.

## Morfología
• Los machos pueden llegar alcanzar los 73 cm de longitud total.

## Alimentación
Come pequeños invertebrados  bentónicos.

## Hábitat
Es un pez de aguas profundas que vive entre 2.805-4.262 m de profundidad.

## Distribución geográfica
Se encuentra en el Mediterráneo occidental el Golfo de México, Islandia y desde Azores hasta el oeste de Escocia.